# Ramon Galí
Ramon Galí Boadella (Barcelona, 1949) es un piloto de motociclismo español, que compitió en el Campeonato del Mundo de Motociclismo desde 1969 hasta 1985.

## Biografía
Comenzó pilotando con Bultaco y, posteriormente, cambió a Derbi. Debutó en el Campeonato del Mundo de Motociclismo, en la categoría de 50 cc, en 1969 en el Gran Premio de España y estuvo presente en los Grandes Premios durante las décadas de los 70 y 80, junto a su hermano gemelo, Joaquim. Su mejor temporada en el mundial fue en 1977 en el que acabó séptimo de la clasificación general de 50 cc. Es subcampeón de España de Motociclismo en 50 cc con Bultaco en 1979. Ambos también compitieron en las 24 Horas de Montjuïc en siete ediciones.

## Retirada del motociclismo
Galí se retiró del motociclismo en 1985, corriendo por última vez sobre una moto Krauser en el Gran Premio de las Naciones de dicho año en la categoría de 80 cc.

## Resultados en el Campeonato del Mundo
Sistema de puntuación desde 1969 hasta 1987:
| Posición | 1.º | 2.º | 3.º | 4.º | 5.º | 6.º | 7.º | 8.º | 9.º | 10.º |
| Puntos   | 15  | 12  | 10  | 8   | 6   | 5   | 4   | 3   | 2   | 1    |

### Carreras por año
(Carreras en negrita indica pole position, carreras en cursiva indica vuelta rápida)
| Año  | Cat.  | Moto     | 1       | 2       | 3       | 4       | 5       | 6       | 7       | 8       | 9      | 10      | 11      | 12      | 13      | Pts. | Pos. |
| ---- | ----- | -------- | ------- | ------- | ------- | ------- | ------- | ------- | ------- | ------- | ------ | ------- | ------- | ------- | ------- | ---- | ---- |
| 1969 | 50cc  | Bultaco  | ESP 9   | ALE -   | FRA -   | NED -   | BEL -   | RDA -   | CHE -   | ULS -   | NAC -  | YUG -   |         |         |         | 2    | 44.º |
| 1970 | 50cc  | Bultaco  | ALE -   | FRA -   | YUG -   |         | NED -   | BEL -   | RDA -   | CHE -   |        | ULS -   | NAC -   | ESP Ret |         | 0    | -    |
| 1970 | 125cc | Bultaco  | ALE -   | FRA -   | YUG -   | IDM -   | NED -   | BEL -   | RDA -   | CHE -   | FIN -  |         | NAC -   | ESP 13  |         | 0    | -    |
| 1971 | 125cc | Bultaco  | AUT -   | ALE -   | IDM -   | NED -   | BEL -   | RDA -   | CHE -   | SUE -   | FIN -  | NAC -   | ESP 10  |         |         | 1    | 44.º |
| 1971 | 250cc | Bultaco  | AUT -   | ALE -   | IDM -   | NED -   | BEL -   | RDA -   | CHE -   | SUE -   | FIN -  | NAC -   | ESP 10  |         |         | 1    | 49.º |
| 1973 | 50cc  | Derbi    |         |         | GER -   | NAT -   |         | YUG Ret | NED -   | BEL Ret |        | SWE -   |         | ESP -   |         | 0    | -    |
| 1974 | 50cc  | Derbi    | FRA 17  | GER -   |         | NAT -   |         | NED -   | BEL -   | SWE -   | FIN -  | TCH -   | YUG -   | ESP Ret |         | 0    | -    |
| 1975 | 50cc  | Derbi    | ESP ̟Ret |         |         | GER -   | NAT 7   |         | NED -   | BEL -   |        | SWE -   | FIN -   |         | YUG 11  | 4    | 18.º |
| 1976 | 50cc  | Derbi    | FRA -   |         | NAT 8   | YUG -   |         | NED 19  | BEL 11  | SWE -   | FIN -  |         | GER -   | ESP 12  |         | 3    | 25.º |
| 1977 | 50cc  | Derbi    |         |         | GER Ret | NAT 16  | ESP 8   |         | YUG 7   | NED Ret | BEL 8  | SWE -   |         |         |         | 10   | 9.º  |
| 1978 | 50cc  | Bultaco  |         | ESP 8   |         |         | NAT DNQ | NED -   | BEL 14  |         |        |         | GER 27  | CZE -   | YUG -   | 3    | 23.º |
| 1979 | 50cc  | Bultaco  |         |         | GER -   | NAT -   | ESP -   | YUG -   | NED Ret | BEL 13  |        |         |         | FRA Ret |         | 0    | -    |
| 1980 | 50cc  | Bultaco  | NAT -   | ESP DNQ |         | YUG -   | NED Ret | BEL -   |         |         |        | GER Ret |         |         |         | 0    | -    |
| 1981 | 50cc  | Bultaco  |         |         | GER 13  | NAT -   |         | ESP 15  | YUG -   | NED 15  | BEL 16 | RSM 16  |         |         | CZE Ret | 0    | -    |
| 1982 | 50cc  | Bultaco  |         |         |         | ESP 12  | NAT Ret | NED -   |         | YUG 14  |        |         |         | RSM -   | GER -   | 0    | -    |
| 1983 | 80cc  | Bultaco  | FRA 12  | NAT Ret | GER 14  | ESP 15  |         | YUG -   | NED -   |         |        |         | SMR Ret |         |         | 0    | -    |
| 1984 | 80cc  | Kreidler |         | NAT Ret | ESP Ret | AUT -   | GER -   |         | YUG -   | NED -   | BEL -  |         |         | RSM -   |         | 0    | -    |
| 1985 | 80cc  | Bultaco  |         | ESP Ret | GER DNQ | NAT Ret |         | YUG -   | NED -   |         | FRA -  |         |         | RSM -   |         | 0    | -    |